# جامعة جنوب الأورال الحكومية
جامعة جنوب الأورال الحكومية (SUSU) ((الروسية: Южно-Уральский Государственный Университет (ЮУрГУ))) في تشيليابينسك هي واحدة من أكبر المؤسسات التعليمية في روسيا. وهي من بين أفضل عشر جامعات روسية وفقًا لتصنيف الدولة لوزارة التعليم والعلوم في الاتحاد الروسي، والأكبر في روسيا من حيث عدد الطلاب الجامعيين.
بدءًا من عام 2010، كانت الجامعة تحتل مكانة جامعة الأبحاث الوطنية. في عام 2015 أصبحت الجامعة واحدة من الجامعات الروسية التي تم اختيارها للمشاركة في مشروع 5-100 بهدف تحسين الوضع التنافسي للجامعات الروسية. في عام 2018، تم إدراج الجامعة لأول مرة في تاريخها في تصنيف أفضل الجامعات في العالم من قبل شركة استشارات كوامواريلي سيموندز (QS) من بريطانيا العظمى. مكانة الجامعة في الترتيب 801-1000.

## التاريخ

### معهد تشيليابينسك للهندسة الميكانيكية - 1943
خلال الحرب الوطنية العظمى، تم إجلاء الصناعات من مدن مختلفة في الجزء الأوروبي من الاتحاد السوفياتي، بما في ذلك مصانع من لينينغراد وستالينجراد وخاركوف التي أصبحت أساس تانكوجراد، إلى تشيليابينسك. أجرى معهد ستالينجراد الميكانيكي، الذي تم إجلاؤه في أغسطس 1942، تدريب الكوادر الهندسية لأعمال الصناعة. في أكتوبر من ذلك العام، بدأ المعهد قبول الخريجين. في العام الدراسي 1942/43، السنة الأولى من العمل في تشيليابينسك، كان لدى المعهد بشكل عام حوالي 400 طالب، بما في ذلك 90 طالبًا حضروا دروسًا مسائية. في ربيع عام 1943، تخرجت من المعهد مجموعة القبول الثانية المكونة من 40 شابًا متخصصًا تم تدريبهم لمساعدة الجيش. في بداية العام الدراسي التالي 1943/44، كان هناك بالفعل حوالي 660 طالبًا و20 من طلاب الدراسات العليا يدرسون في المعهد. عندما انتهت معركة ستالينجراد، اضطر المعهد إلى العودة إلى مدينته.

### معهد تشيليابينسك للفنون التطبيقية - منذ عام 1951
في 26 أبريل 1949، صدر مرسوم مجلس وزراء اتحاد الجمهوريات الاشتراكية السوفياتية رقم 1671 بشأن إنشاء معهد تشيليابينسك للفنون التطبيقية (CPI) على أساس المعهد من خلال توحيده مع معهد تشيليابينسك للميكنة وكهربة الزراعة (CIMEA) في 1951. ولكن في عام 1950، صدر أمر يسمح لمعهد تشيليابينسك للميكنة وكهربة الزراعة بالبقاء معهدًا مستقلاً، وأعيد تنظيم معهد تشيليابينسك للهندسة الميكانيكية في معهد تشيليابينسك للفنون التطبيقية. تم استكمال الكليتين الموجودتين بالفعل بأخرى جديدة: كليات هندسة الطاقة، والتعدين، والهندسة والبناء، والهندسة الميكانيكية، وهندسة الآلات. في عام 1958، أعيد تنظيم الدراسات المسائية في كلية منفصلة للدراسات المسائية.
من أجل إجراء تدريب لأعضاء هيئة التدريس والبحث، تم إنشاء مجلس الدفاع عن أطروحات المرشحين والطبيب في تخصصات مثل «علوم الماكينة وأنظمة القيادة وعناصر الماكينة» و«المحركات الحرارية» و«المركبات ذات العجلات والمركبات ذات العجلات» في معهد تشيليابينسك للفنون التطبيقية في مارس 1962. تم إنشاء مكتب الدراسات العليا. يمكن لموظفي البحث والتدريس تلقي التدريب في الأقسام التالية: «محطات العمل والأدوات»، «الكيمياء الفيزيائية»، «الهياكل الهندسية»، «الأجهزة والأجهزة الجيروسكوبية»، «إمدادات المياه وتصريف المياه»، إلخ.
منذ بداية وجود الجامعة، تم إنشاء مدارس البحث والمختبرات، بهدف حل المشكلات الدفاعية (أثناء الحرب) ثم المشكلات الاقتصادية: مختبر أبحاث أساسي (عملية تقنية جديدة للدرفلة)، و12 مختبرًا صناعيًا و12 مختبرًا تم إنشاؤه على أمر رئيس الجامعة. في وقت لاحق، تم إنشاء معمل أبحاث أساسي لأنظمة التحكم ومختبر للإلكترونيات الراديوية؛ أصبح أحدثها لاحقًا معهد البحث والتطوير للأنظمة الرقمية.
في عام 1968 تم تسمية المعهد باسم كومسومول لينين. في عام 1989، كان المعهد يضم ثماني كليات.

### الجامعة - منذ 1990
في عام 1990، تمت إعادة تسمية معهد تشيليابينسك للفنون التطبيقية، الذي سمي على اسم لينين كومسومول، إلى جامعة تشيليابينسك التقنية الحكومية (CSTU). في ذلك الوقت، بدأت الجامعة في تطوير تخصصات وأقسام وكليات الفنون الحرة.
في عام 1997، تم تغيير اسم جامعة تشيليابينسك التقنية الحكومية إلى جامعة ولاية جنوب الأورال وتحولت من جامعة هندسية إلى جامعة كلاسيكية.
في 2001-2004، كان المبنى الرئيسي للجامعة مكونًا من طابقين، برج وبرج قبة مغطى بنتريد التيتانيوم المحاكي للذهب، وقد تم تشييده بشكل إضافي بالتوافق مع مشروعها الهندسي «الستاليني» الأولي. تم استخدام صورة ظلية لمبنى الجامعة الرئيسي الذي أعيد بناؤه والنصب التذكاري للطالب الذي تم تثبيته أمامه في عام 1994 في شعار الجامعة حتى عام 2017. في عام 2003، تم تركيب تمثالين من صنع ف. أفاكيان - بروميثيوس وسلافا - على واجهة المبنى في الطابق العاشر.
في أبريل 2010، أصبحت الجامعة واحدة من 15 مؤسسة للتعليم العالي في روسيا والتي تم منحها وضع الجامعة الوطنية للبحوث.
في عام 2015، تم إدراج الجامعة في عدد من الجامعات المشاركة في المشروع 5-100، والذي يهدف إلى تعزيز القدرة التنافسية للجامعات الروسية الرائدة في السوق العالمية للخدمات التعليمية.
في عام 2018، أُدرجت جامعة ولاية جنوب الأورال لأول مرة في تاريخها في تصنيف أفضل الجامعات في العالم.
في عام 2019، دخلت الجامعة في تصنيف التايمز للجامعات العالمية -2020 من وكالة تصنيف تايمز للتعليم العالي للمرة الأولى.

## الجامعة اليوم
تضم الجامعة 12 معهدًا ومدرسة، كلية واحدة (كلية التدريب قبل الجامعي)، ومركز تدريب عسكري، بالإضافة إلى أربعة فروع (في زلاتوست، مياس، ساتكا في منطقة تشيليابينسك، وفي نيجنفارتوفسك في منطقة خانتي مانسيجسك المتمتعة بالحكم الذاتي).
اليوم، يدرس 32000 طالب من 58 دولة من جميع أنحاء العالم في الجامعة. في المجموع، على مدار تاريخ الجامعة، أكمل أكثر من 250 ألف متخصص برامج التعليم العالي، وعشرات الآلاف من المرشحين للعلوم، ومئات من أطباء العلوم.
حاليًا، تقدم الجامعة 240 برنامجًا لدرجة البكالوريوس، و150 برنامجًا للماجستير، و24 برنامجًا متخصصًا، و86 برنامجًا للدراسات العليا.
تمتلك الجامعة أساسًا رياضيًا قويًا: ساحة ألعاب المضمار والميدان مع ملعبي تنس، وحوض سباحة أولمبي، وقصر رياضي بمساحة 3200 متر مربع مع ثمانية عشر قاعة رياضية متخصصة للملاكمة ورفع الأثقال وكرة الطائرة وكرة السلة والمصارعة وتنس الطاولة ورياضات أخرى. يوجد معسكر ترفيهي جامعي، ومعسكر رياضي وصحي، ومخيم للأطفال. يشمل خريجو الجامعة الأبطال الأولمبيين، وأساتذة الرياضة البارزين، وأعضاء الفرق الأولمبية الوطنية.
تضم جامعة الجامعة 21 منظمة طلابية، مركزًا للفنون والترفيه، واستوديو مسرح الطالب، بالإضافة إلى فرق موسيقية وفرق موسيقية وراقصة. تنظم الجامعة حفلات موسيقية واحتفالات وأحداث قائمة على موضوعات معينة.
مكتبة الجامعة للعلوم هي أكبر مكتبة في المنطقة. تضم مجموعة كتبها أكثر من 13.000.000 مادة. يوجد بالجامعة أيضًا سبعة متاحف وشركة التلفزيون والإذاعة الوحيدة في روسيا، تلفزيون الجامعة، تبث على مدار الساعة طوال أيام الأسبوع وكذلك عبر شبكات الكابل والإنترنت.

### المدارس والمعاهد
- معهد الهندسة المعمارية والبناء[8]
- كلية البيولوجيا الطبية[9]
- كلية الاقتصاد والإدارة[10]
- كلية الهندسة الإلكترونية وعلوم الكمبيوتر[11]
- معهد اللغويات والاتصال الدولي[12]
- معهد الإعلام والعلوم الاجتماعية والإنسانية[13]
- معهد العلوم الطبيعية والرياضيات[14]
- معهد الرياضة والسياحة والخدمات[15]
- معهد الهندسة والتكنولوجيا[16]
- معهد القانون[17]
- معهد التعليم المفتوح والتعليم عن بعد[18]
- معهد التعليم التكميلي[19]

## مكتبة العلوم
تأسست مكتبة العلوم بجامعة جنوب الأورال في عام 1943 وهي حاليًا واحدة من أكبر المكتبات الجامعية في منطقة الأورال. تشمل مجموعة المكتبة الإصدارات العلمية والتعليمية والمرجعية المعاصرة (الروسية والأجنبية)، ومجموعة مختارة من الكتب النادرة من القرنين التاسع عشر والعشرين. تضم المجموعة أكثر من 2 مليون عنصر. تُستكمل الطبعات المطبوعة بوثائق إلكترونية: كتب، ومجلات، وصحف، ومواد مرئية ومسموعة. تحتوي المكتبة على 11 غرفة قراءة، وغرفتي موارد إلكترونية، وأربعة مكاتب توصيل (العلوم الطبيعية والأدب التقني، والعلوم الاجتماعية والأدب الإنساني، والأدب الخيالي، ومكتب تسليم للطلاب خارج أسوار المدينة).

## متاحف الجامعة
- متحف تاريخ الجامعة

تم إنشاء المتحف في عام 1980 بمبادرة من رئيس مجلس المحاربين القدامى في معهد تشيليابينسك للفنون التطبيقية إيرينا ألكساندروفنا كوروبوفا. يحكي الجزء الأول من المعرض عن تاريخ إنشاء الجامعة. يتعلم زوار المتحف كيف تمت إعادة تنظيم معهد تشيليابينسك للهندسة الميكانيكية في عام 1951 في معهد تشيليابينسك للفنون التطبيقية، وكيف بدت بطاقات الطالب الأولى وكتب الصفوف. ستجد أيضًا في المتحف نموذجًا لمبنى مركز التسوق، وكتاب الزوار المميزين لمعهد تشيليابينسك للفنون التطبيقية.
- المتحف الجيولوجي

تم افتتاح المتحف الجيولوجي في كلية العمارة والبناء SUSU في 12 أبريل 2010. يضم المعرض صخورًا ومعادن تمثل الثروة الطبيعية لمنطقة الأورال. يحتوي المتحف على مجموعة كبيرة من خامات الحديد والنحاس والنيكل والمواد الخام لإنتاج مواد البناء. علاوة على ذلك، يمكن للزوار مشاهدة أحجار الزينة وشبه الكريمة والأحجار الكريمة هنا. يتم عرض أكثر من ألف عنصر في المتحف.
- صالة الفنون

تم افتتاح قاعة الفنون بجامعة جنوب الأورال في 8 مايو 2003. على مر السنين، أقامت قاعة الفنون أكثر من 60 معرضًا يضم أعمالًا فنية من متحف تشيليابينسك الإقليمي للفنون، وقسم تشيليابينسك الإقليمي لاتحاد الفنانين الروس، والاتحاد الإبداعي Gildiya Masterov (نقابة الحرفيين)، والمجموعات الخاصة. معارض الأكاديمية الروسية للفنون والمتحف الروسي الحكومي تستحق الذكر بشكل خاص. تقوم الجامعة تدريجياً بتشكيل مجموعتها الفنية الخاصة بناءً على الأعمال التي تبرع بها الفنانون. يتم الاهتمام أيضًا بفن التصوير الفوتوغرافي هنا. تقام بانتظام معارض صور لأعمال المصورين التشيليابينسك والروس المشهورين في قاعة الفنون.
- متحف الجامعة لشعوب وتقنيات منطقة الأورال[24]

## الترتيب
- المركز العاشر في ترتيب مجلس الشؤون الدولية الروسي لمواقع الجامعات باللغة الإنجليزية 2020[25]
- 26 في تصنيف الجامعات الروسية فوربس[26]
- 46-47 في تصنيف الجامعات الوطنية إنترفاكس[27]
- المرتبة 55 في تصنيف الجامعات الروسية الأكثر تأثيرًا لعام 2020[28]
- 58 في تصنيف الجامعات الروسية RAEX-RR 2020[29]
- 67 في تصنيف جامعات مؤسسة فلاديمير بوتانين[30]
- أعلى 100 في الترتيب الوطني المجمع للجامعات الروسية 2020[31]
- 116 في تصنيفات جامعة QS الناشئة في أوروبا وآسيا الوسطى 2021 (المركز 24 بين الجامعات الروسية)[32]
- 273 في تصنيفات رانكبرو إندكس (بالإنجليزية: RankPro BC-Index) 2019/20 (التاسع بين الجامعات الروسية)[33][34]
- 401–600 في تصنيفات جامعة تايمز للتعليم العالي العالمية الأثرية لعام 2020 (من 16 إلى 30 بين الجامعات الروسية)[35]
- 432 في تصنيفات رانكبرو الأكاديمية 2019/20 (18 بين الجامعات الروسية)[36][37]
- 501-600 في تصنيفات جامعة تايمز للتعليم العالي العالمية في الهندسة 2021 (9-12 بين الجامعات الروسية)[38]
- 599 في تصنيف المؤسسات سكيماجو 2020 (المركز 36 بين الجامعات الروسية)[39][40]
- 601-800 في تصنيفات جامعة تايمز للتعليم العالي العالمية في العلوم الفيزيائية 2021 (17-20 بين الجامعات الروسية)[41]
- 601-800 في تصنيفات جامعة تايمز للتعليم العالي العالمية في علوم الكمبيوتر 2021 (11-22 بين الجامعات الروسية)[42]
- 772 تصنيف الجامعات 2020 (المركز 70 بين الجامعات الروسية)[43]
- 801-1000 في تصنيف جامعة كيو إس العالمية 2022 (28–35 بين الجامعات الروسية)[44]
- 862 في تصنيف يونيرانك (بالإنجليزية: UniRank) 2020 (14 بين الجامعات الروسية)[45][46]
- 901-1000 في ترتيب البعثات الجامعية الثلاث لعام 2020 (المرتبة 34-41 بين الجامعات الروسية)[47]
- أكثر من 1001 في تصنيف جامعة تايمز للتعليم العالي العالمية 2021 (من 16 إلى 48 بين الجامعات الروسية)[48]
- 1563 في ترتيب ويبوميتركس لجامعات العالم 2020 (المركز 21 بين الجامعات الروسية)[49]

## مشاهير
- تايسيا شينشيك، رياضية سوفياتية تنافس بشكل رئيسي في الوثب العالي؛ فاز بالميدالية البرونزية في الألعاب الأولمبية الصيفية لعام 1964 والميدالية الذهبية في دورة الألعاب الجامعية الصيفية لعام 1963
- فيكتور كريستينكو، رئيس مجلس إدارة اللجنة الاقتصادية الأوروبية الآسيوية
- جينادي كوندراشوف، رامي مطرقة متقاعد تنافس مع الاتحاد السوفيتي في دورة الألعاب الأولمبية الصيفية لعام 1968
- الكسندر بوشينوك، وزير الضرائب والجبايات لروسيا، 1999-2000 ؛ وزير العمل والتنمية الاجتماعية، 2000-2004
- يوجين روشال، مهندس برمجيات روسي اشتهر بأنه مطور FAR File Manager وتنسيق ملفات RAR وأرشيف ملفات WinRAR
- بيوتر سومين، حاكم إقليم تشيليابينسك في روسيا، 1996-2010

## روابط خارجية
- الموقع الرسمي
- الموقع الرسمي